# Hernán Botero
Hernan Botero Moreno (Medellín, Colombia, 1933-30 de junio de 2016) fue un empresario y dirigente deportivo. Presidió al equipo de fútbol Atlético Nacional de Medellín en la década de 1970 y 80. Era Hijo de Roberto Botero Soto y de Libia Moreno Aristizabal y estuvo casado con Rosalía Montoya.

## Biografía
En 1970 viajó a Argentina con el propósito de traer los jugadores que pudiera traer con 10 000 dólares, con los cuales logró contratar 4 jugadores como el arquero Raúl Navarro, el defensa Oscar Calics y el volante Tito Gómez, estos jugadores se unieron a Jorge Hugo Fernández que ya estaba en el equipo verde. Durante la presidencia de Botero Moreno, Atlético Nacional consiguió 3 títulos y 2 subtítulos, fue campeón en 1973, 1976 y 1981.
Fue extraditado a los Estados Unidos el 5 de enero de 1985, tras ser condenado por lavar 55 millones de dólares a través de un banco de la Florida en 1981. En 1984, después del asesinato del ministro de justicia de Colombia, Rodrigo Lara Bonilla, el gobierno de Belisario Betancur dispuso el tratado de extradición que Colombia y Estados Unidos firmaron en 1979, siendo el dirigente Botero Moreno el primer extraditado, pues la justicia lo encontró responsable de ser testaferro de Pablo Escobar. Al momento de su extradición era el propietario del 76% del Atlético Nacional y tenía el 17% del Hotel Nutibara de la ciudad de Medellín, pero sus dos actividades más importantes eran el transporte de cereales a granel y era dueño de una oficina de finca raíz. Cuando Hernán Botero fue extraditado, la DIMAYOR ordenó suspender los partidos de la fecha, en señal de duelo, en un acto de cinismo muy criticado en la época. Contaba con 52 años. El 20 de febrero de 2002 fue puesto en libertad y regresó a Colombia. Vivió al final de sus días con su familia en Medellín y a causa de su extradición, interpuso en 2004 una demanda por 14 millones de dólares en contra de la nación colombiana por violación al debido proceso y negligencia.
Botero Moreno es recordado también por haber sacado en pleno clásico Atlético Nacional – Independiente Medellín, El domingo 11 de octubre de 1981, junto con el dirigente verdolaga Gilberto Molina, un fajo de dólares, sugiriendo que el árbitro había sido comprado. Después el dirigente arrepentido sostuvo que: “son cosas que uno hace sin pensar en las consecuencias, por el entusiasmo que despierta el fútbol y el amor a una divisa”.
Fue sancionado con una multa de diez mil pesos colombianos de la época, por actitud irrespetuosa.
Falleció en Medellín en horas de la mañana del 30 de junio de 2016 a causa de problemas respiratorios. Tenía 83 años de edad.